# Caetsbaanbrug
De Caetsbaanbrug (brug 112) is een vaste brug in Amsterdam-Centrum.
Ze is gelegen in de zuidwestelijke kade van de Prinsengracht en is gelegen in de Lauriergracht. Het is naast de brug 110 en brug 111 een van de drie bruggen over die gracht.
Er ligt hier al eeuwen een brug. Balthasar Florisz. van Berckenrode tekende de brug al in op zijn plattegrond uit 1625; ze lag toen in de Prince Graft over de Laurier Graft. De moderne geschiedenis begint al in 1704. Toen werd er een brug met drie bogen en doorvaarten gebouwd, zoals die ook elders in de kade van de Prinsengracht te vinden waren over de Looiersgracht (Looierssluis (brug 103)) en Elandsgracht (verdwenen brug 104). De brug is rond 1789 vastgelegd door Nicolaas Baur, waarbij een van de twee kleine bogen al diende tot opslagplaats. Er zullen ongetwijfeld de nodige reparaties aan de brug hebben plaatsgevonden, maar in 1891 is door Jacob Olie een foto geschoten van deze brug, toen zij nog drie bogen had. De huidige brug dateert van 1893; er was een jaar eerder een aanbesteding voor 36 ton balkijzer, 11 ton buckelplaten en 0,5 ton u-ijzer en 1 ton hoekijzer voor de vernieuwing van de Berensluis (brug 65,Prinsengracht, Berenstraat) en deze brug. In mei 1893 was alle boven de waterlijn gesloopt en kon de aannemer beginnen met de bouw van landhoofden en nieuwe brug. De brug kwam daarna alleen nog in het nieuws vanwege een verzakking van het wegdek in een van de taluds (1925). Daarna is vermoedelijk eigenlijk alleen het wegdek nog vernieuwd.
Volgens de Stadsatlas Amsterdam uit 2006, lag hier voordat de Lauriergracht gegraven werd het Kaatsbaanpad (of Caetsbaanpad).

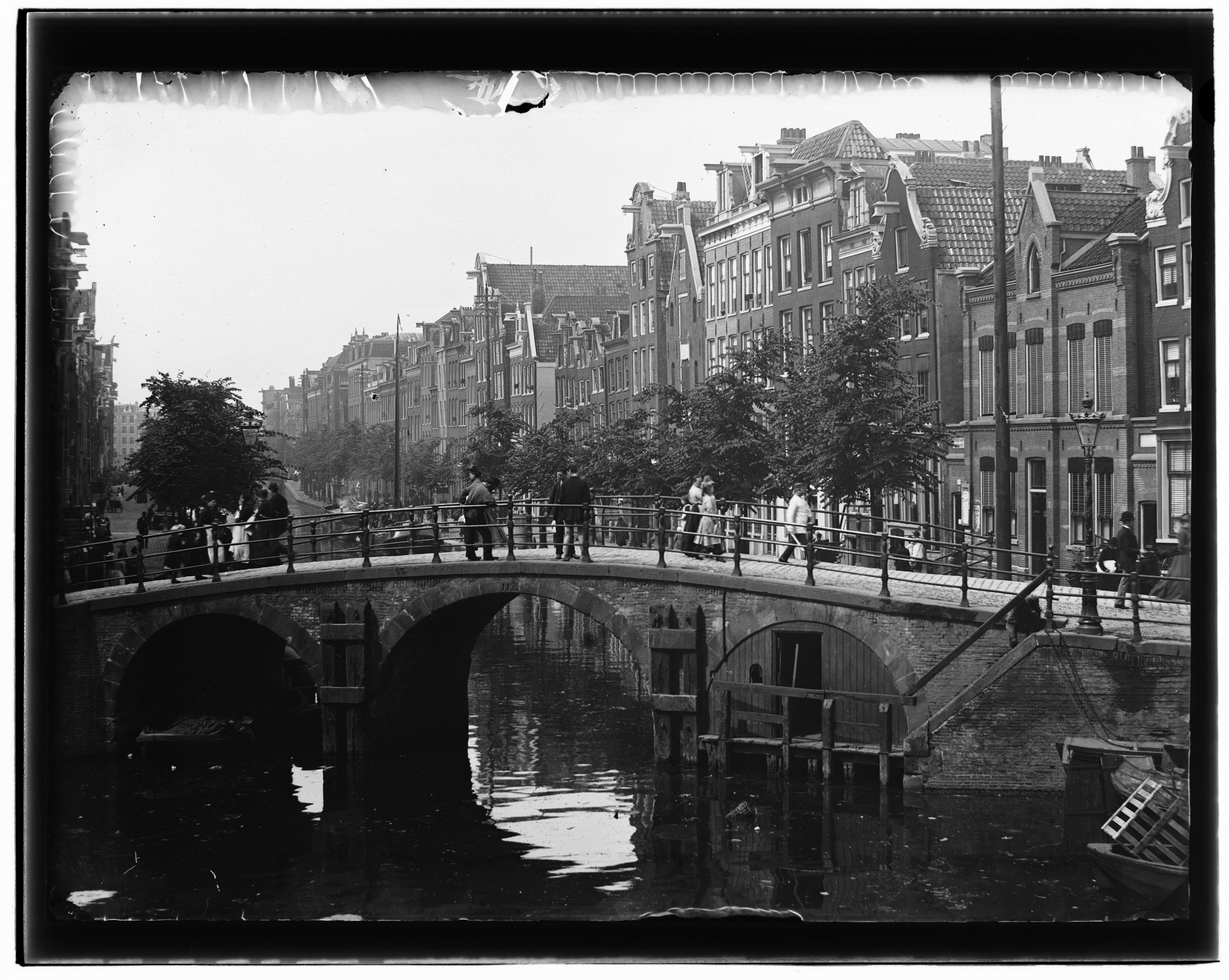
De brug volgens Jacob Olie

<<< · 100 · 101 · 102 · 103 ·  105 · 106 · 107 · 108 · 109 ·  110 · 111 · 112 · 113 · 114 · 115 · 116 · 117 · 118 · 119 · 120 · 121 · 122 · 123 · 124 · 125 · 126 · 127 · 128 · 129 · 130 · 131 · 132 · 135 · 136 · 137 · 138 · 139 · 140 · 141 · 142 · 143 · 144 · 145 · 146 · 147 · 148 · 149 ·  150 · 151 · 152 · 155 · 156 · 159 · 160 · 161 · 162 · 163 · 164 · 165 · 166 · 167 · 168 · 169 ·  170 · 171 · 172 · 173 · 174 · 175 · 176 · 177 · 178 · 179 · 180 · 181 · 182 · 183 · 184 · 185 · 186 · 187 · 189 · 190 · 191 · 192 · 193 · 194 · 195 · 196 · 198 · 199 · >>>
Brugnummers 104, 133, 134, 153, 154, 157, 158, 188 en 197 zijn niet (meer) in gebruik.